# Сатерленд
Са́терленд, Са́зерленд (англ. Sutherland Falls) — водоспад у Новій Зеландії. Розташований на Південному острові, в горах Південні Альпи. Свою назву водоспад отримав на честь одного з першопрохідців острова.
Водоспад розташований у Національному парку Фіордланд, на річці Артур і належить до найвищих у світі. Його висота 580 м. Складається з трьох каскадів з вільним падінням води. Перший і найвищий каскад — заввишки 248 м (за іншими даними — 270 м ), другий — 225 м і останній — удвічі нижчий за другий каскад. Нижче водоспаду річка тече спокійніше і впадає в затоку Мілфорд. Це один з наймальовничіших куточків Нової Зеландії. Джерелом водоспаду є озеро, воно подібно гігантській чаші, розташувалося в улоговині гір.
Особливо видовищний водоспад після злив, коли річка Артур перетворюється на могутній потік. Тоді водоспад утворює один могутній стовп води, який з гуркотом падає з величезної висоти.
Водоспад був відкритий 1880 року і довший час вважався найвищим у Новій Зеландії та входив до десятка найвищих у світі. Проте в 1940-х роках порівняно неподалік виявили ще вищий водоспад — Браун, висота якого становить 836 м.

## Розташування
Дістатися до водоспаду Сазерленд можна з міста Квінстаун, воно знаходиться приблизно за 450 км від Національного парку Фьордленд. У місті можна орендувати автомобіль, або скористатися послугами екскурсійного автобуса. Найкращим часом для відвідування водоспаду Сазерленд вважається період з грудня по лютий. Повз водоспад Сазерленд пролягає відомий похідний маршрут Мілфорд, протяжністю 54 км.